# Episodi di Monster Warriors (prima stagione)
La prima stagione della serie televisiva Monster Warriors è stata trasmessa in anteprima in Canada dalla YTV nel corso 2006.
| nº | Titolo originale                          | Titolo italiano | Prima TV Canada | Prima TV Italia |
| -- | ----------------------------------------- | --------------- | --------------- | --------------- |
| 1  | The Giant Spider Invasion                 |                 | 2006            |                 |
| 2  | The Beast from Beneath the Sea            |                 | 2006            |                 |
| 3  | Gators!                                   |                 | 1º aprile 2006  |                 |
| 4  | Buzz                                      |                 | 2006            |                 |
| 5  | The Terror Underground                    |                 | 2006            |                 |
| 6  | The Ice Monster                           |                 | 2006            |                 |
| 7  | Dragon                                    |                 | 2006            |                 |
| 8  | The Annaconda of the North Woods          |                 | 2006            |                 |
| 9  | Lobster                                   |                 | 2006            |                 |
| 10 | Attack of the Skeleton Crew               |                 | 2006            |                 |
| 11 | Attack of the Junk Monster                |                 | 2006            |                 |
| 12 | Pterodactyls                              |                 | 2006            |                 |
| 13 | Fall of the Haunted House of T-Rex        |                 | 2006            |                 |
| 14 | Attack of the Giant Carnivorous Butterfly |                 | 2006            |                 |
| 15 | Capital City vs. The Plant Thing          |                 | 2006            |                 |
| 16 | Beware the Blob Thing                     |                 | 2006            |                 |
| 17 | Alien Zombie from Planet Zenon            |                 | 2006            |                 |
| 18 | Terror of the Giant Cockroaches           |                 | 2006            |                 |
| 19 | Marauding Mantis                          |                 | 2006            |                 |
| 20 | Revenge of the Mud Maniac                 |                 | 2006            |                 |
| 21 | Termites                                  |                 | 2006            |                 |
| 22 | Day of the Piranha                        |                 | 2006            |                 |
| 23 | Attack of the Enormous Terrifying Ladybug |                 | 2006            |                 |
| 24 | Voyage to the Bottom of the Sea Cucumber  |                 | 2006            |                 |
| 25 | Ribbit                                    |                 | 2006            |                 |
| 26 | Ribbit 2: Froggies Revenge                |                 | 2006            |                 |